# John Cleland
John Cleland (24 de septiembre de 1709–23 de enero de 1789) fue un novelista inglés muy famoso conocido por escribir Fanny Hill. John Cleland fue el último hijo de William Cleland (1673/4 – 1741) y Lucy Du Pass. Nació en Kingston upon Thames, en Surrey, Londres. Su padre fue un oficial de la Armada británica. 